# Kikuzuki (tàu khu trục Nhật) (1926)
Kikuzuki (tiếng Nhật: 菊月) là một tàu khu trục hạng nhất thuộc lớp Mutsuki của Hải quân Đế quốc Nhật Bản, bao gồm mười hai chiếc được chế tạo sau Chiến tranh Thế giới thứ nhất. Được xem là tiên tiến vào lúc đó, những con tàu này đã phục vụ như những tàu khu trục hàng đầu của Nhật trong những năm 1930, nhưng được xem là đã lạc hậu vào lúc Chiến tranh Thái Bình Dương nổ ra; dù sao lớp Mutsuki vẫn được giữ lại ở tuyến đầu nhờ tầm xa hoạt động và kiểu ngư lôi mạnh mẽ mà chúng được trang bị. Kikuzuki đã tham gia một số hoạt động vào giai đoạn đầu của cuộc chiến cho đến khi bị ngư lôi từ máy bay Mỹ đánh chìm tại đảo Gatuvu ngày 5 tháng 5 năm 1942.

## Thiết kế và chế tạo
Việc chế tạo lớp tàu khu trục Mutsuki được chấp thuận như một phần của chương trình phát triển Hải quân Đế quốc Nhật Bản sau khi Hiệp ước Hải quân Washington có hiệu lực, và chúng được đặt hàng trong năm tài chính 1923. Lớp tàu này là một phiên bản nối tiếp và cải biến dựa trên các lớp tàu khu trục lớp Minekaze và Kamikaze trước đó, vốn chia sẻ nhiều đặc tính thiết kế chung. Kikuzuki được đặt lườn tại Xưởng hải quân Maizuru vào ngày 15 tháng 6 năm 1925, được hạ thủy vào ngày 15 tháng 5 năm 1926 và được đưa ra hoạt động vào ngày 20 tháng 11 năm 1926. Thoạt tiên chỉ được gọi đơn giản là "Tàu khu trục số 31" (第三十一号駆逐艦, Dai-31-Gō Kuchikukan), nó được đổi tên thành Kikuzuki vào ngày 1 tháng 8 năm 1928.

## Lịch sử hoạt động

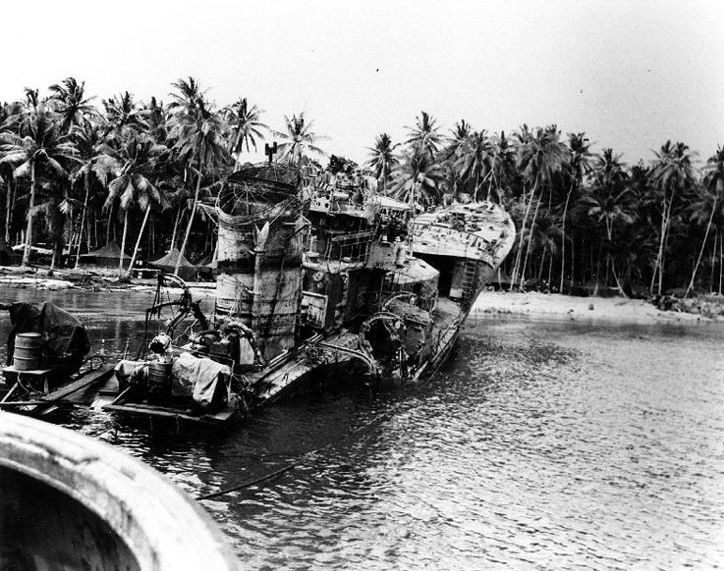
Thân tàu bị rỉ sét của Kikuzuki, được chụp ảnh tại Tulagi vào tháng 8 năm 1943 sau khi được lực lượng Mỹ kéo vào bãi biển.

Vào cuối những năm 1930, Kikuzuki tham gia các hoạt động trong cuộc Chiến tranh Trung-Nhật, hỗ trợ những cuộc đổ bộ lực lượng Nhật Bản lên khu vực Trung và Nam Trung Quốc và tham gia xâm chiếm Đông Dương.
Vào lúc xảy ra cuộc tấn công Trân Châu Cảng, Nagatsuki nằm trong thành phần Khu trục đội 23 thuộc Hàng không chiến đội 2 của Hạm đội Hàng không thứ nhất, và được bố trí từ Hahajima thuộc quần đảo Bonin trong thành phần của lực lượng Nhật Bản tham gia vào việc chiếm đóng Guam. Nó đi đến Truk vào đầu tháng 1 năm 1942, tham gia lực lượng tấn công lên Kavieng, New Ireland vào ngày 23 tháng 1, rồi quay trở lại Truk một tháng sau đó. Trong tháng 3, Kikuzuki đã hỗ trợ vào việc đổ bộ lực lượng Nhật Bản lên khu vực phía Bắc quần đảo Solomon, Lae và quần đảo Admiralty. Nó được điều về Hạm đội 4 vào ngày 10 tháng 4.
Trong trận tấn công Tulagi vào các ngày 3-4 tháng 5 năm 1942, Kikuzuki trúng phải ngư lôi của máy bay Hải quân Mỹ xuất phát từ tàu sân bay Yorktown trong cảng Tulagi, làm thiệt mạng 12 người và làm bị thương 22 người khác. Chiếc tàu sân tàu ngầm Toshi Maru số 3 đã kéo nó vào bãi biển trên đảo Gatuvu và cứu vớt những người sống sót. Kikuzuki trôi trở ra biển vào đỉnh thủy triều tiếp theo sau và bị đắm tại tọa độ 09°07′N 160°12′Đ / 9,117°N 160,2°Đ.
Kikuzuki được rút khỏi danh sách Đăng bạ Hải quân vào ngày 25 tháng 5 năm 1942. Sau khi lực lượng Mỹ chiếm được Tulagi, chiếc tàu sửa chữa USS Prometheus đã trục vớt xác tàu đắm, hy vọng thu được những thông tin tình báo hữu ích.

## Danh sách thuyền trưởng
- Trung tá Jiro Saito (sĩ quan trang bị trưởng): 1 tháng 9 năm 1926 - 25 tháng 9 năm 1926
- Trung tá Jiro Saito: 25 tháng 9 năm 1926 - 10 tháng 12 năm 1928
- Trung tá Tetsuri Kobayashi: 10 tháng 12 năm 1928 - 30 tháng 11 năm 1929
- Thiếu tá Matsuro Eguchi: 30 tháng 11 năm 1929 - 1 tháng 12 năm 1930
- Thiếu tá Toshimi Sato: 1 tháng 12 năm 1930 - 10 tháng 10 năm 1933; thăng Trung tá 1 tháng 12 năm 1932
- Thiếu tá Toshio Shimazaki: 10 tháng 10 năm 1933 - 15 tháng 11 năm 1934; thăng Trung tá
- Thiếu tá Kaname Konishi: 15 tháng 11 năm 1934 - 15 tháng 6 năm 1935; thăng Trung tá
- Thiếu tá Kan Mori: 15 tháng 6 năm 1935 - 20 tháng 6 năm 1936
- Thiếu tá Tsuneo Shichiji: 20 tháng 6 năm 1936 - 1 tháng 12 năm 1936
- Thiếu tá Tsuneo Sei: 1 tháng 12 năm 1936 - 1 tháng 6 năm 1937
- Thiếu tá Toshikazu Ohmae: 1 tháng 6 năm 1937 - 23 tháng 10 năm 1937
- Thiếu tá Tetsuo Yamada: 23 tháng 10 năm 1937 - 29 tháng 11 năm 1937
- Thiếu tá Tokiyoshi Arima: 29 tháng 11 năm 1937 - 1 tháng 12 năm 1938
- Thiếu tá Kiyoshi Kaneda: 1 tháng 12 năm 1938 - 24 tháng 6 năm 1939
- Thiếu tá Shuichi Hamanaka: 24 tháng 6 năm 1939 - 15 tháng 10 năm 1940
- Trung tá Eiji Sakuma: 15 tháng 10 năm 1940 - 12 tháng 9 năm 1941
- Thiếu tá Kokichi Mori: 12 tháng 9 năm 1941 - 4 tháng 5 năm 1942